# Passage Kino

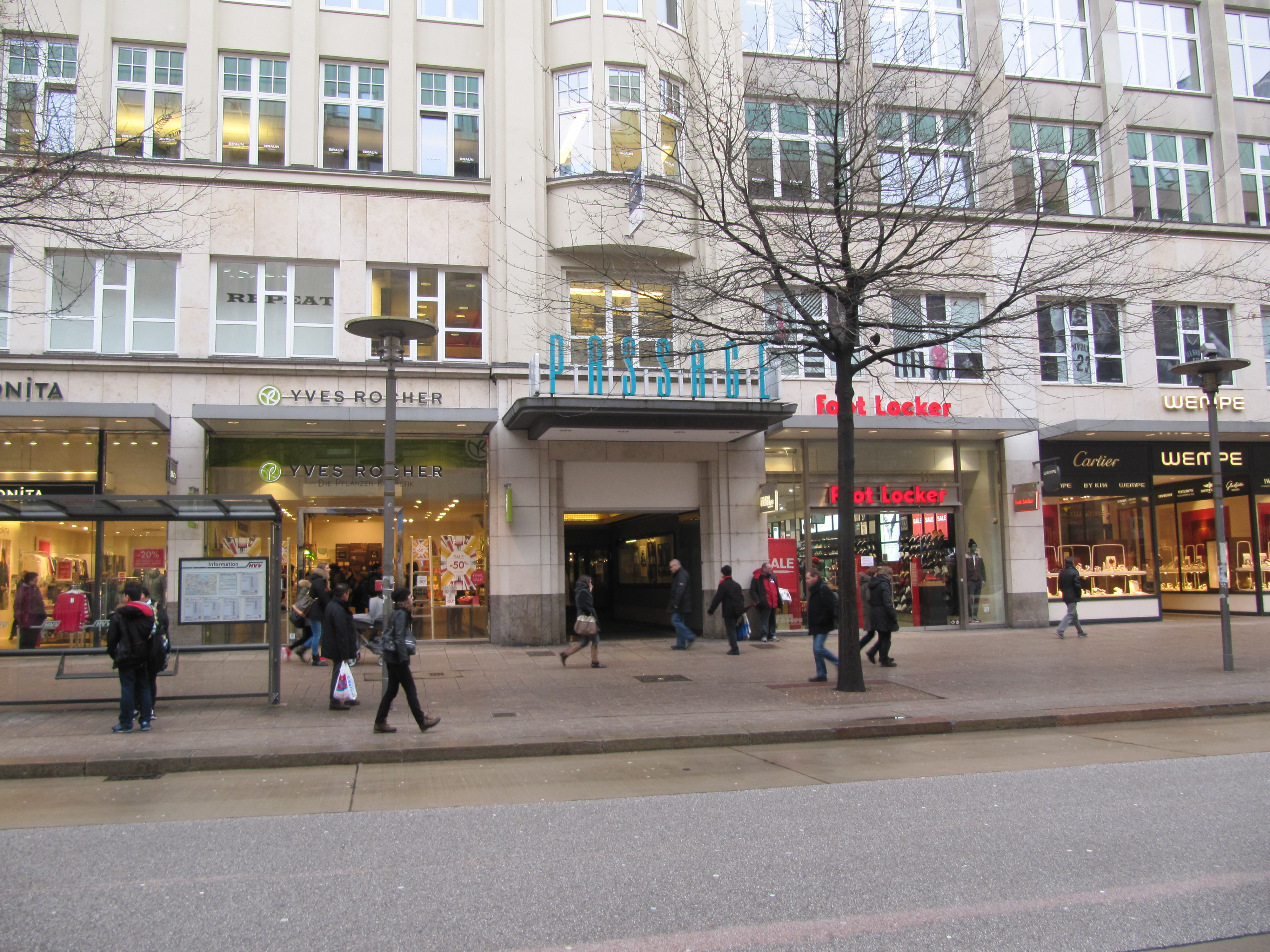
Das Passage an der Mönckebergstraße

Das Passage Kino (auch Passage Lichtspiele, Passage Theater, abgekürzt auch Das Passage und Passage) ist ein seit 1913 bestehendes Kino in der Mönckebergstraße, mitten in Hamburgs Stadtzentrum. Es ist das älteste noch bestehende und nahezu durchgängig bespielte Lichtspielhaus Hamburgs.
Das Kino hat drei unterschiedlich große Vorführsäle mit zusammen 635 Sitzplätzen. Die hochwertige Innenausstattung der Säle und des Foyers im Stil des Art déco ist an der ursprünglichen Ausstattung nach der Eröffnung am Anfang des 20. Jahrhunderts angelehnt, wobei original erhaltene Ausstattungen weitgehend übernommen wurden.
Zu den Programmschwerpunkten des Passage Kinos gehören aktuelle Blockbuster, aber auch anspruchsvollere Filme mit einem besonderen Fokus auf europäische Produktionen. Daneben gibt es Sondervorstellungen insbesondere von Musikfilmen, Ballettaufführungen, Opern und Konzertenfilmen sowie Sneak Previews.

## Technische Ausstattung
Das Passage Kino hat drei Vorführsäle, der große Saal 1 mit 380 Sitzplätzen, Saal 2 mit 220 und der Studio genannte Saal 3 mit 35 Sitzplätzen. Alle Säle sind mit 3-D Projektoren von Kinoton und Barco ausgerüstet, Saal 1 zusätzlich mit 4K- und High-Frame-Rate-Technik. Bei der Tontechnik kommt Dolby Digital 7.1 in den beiden großen Sälen und ein 5.1 System im Saal 3 zum Einsatz. Die Leinwände messen 15,5 × 6,5 m (Saal 1), 8,9 × 3,7 m (Saal 2) und 4,5 × 1,9 m (Saal 3).
Saal 1 ist barrierefrei ausgestattet. Seh- und Hörbehinderte haben die Möglichkeit, entsprechend ausgestattete Filme über die Apps Greta & Starks zu verfolgen.

## Geschichte

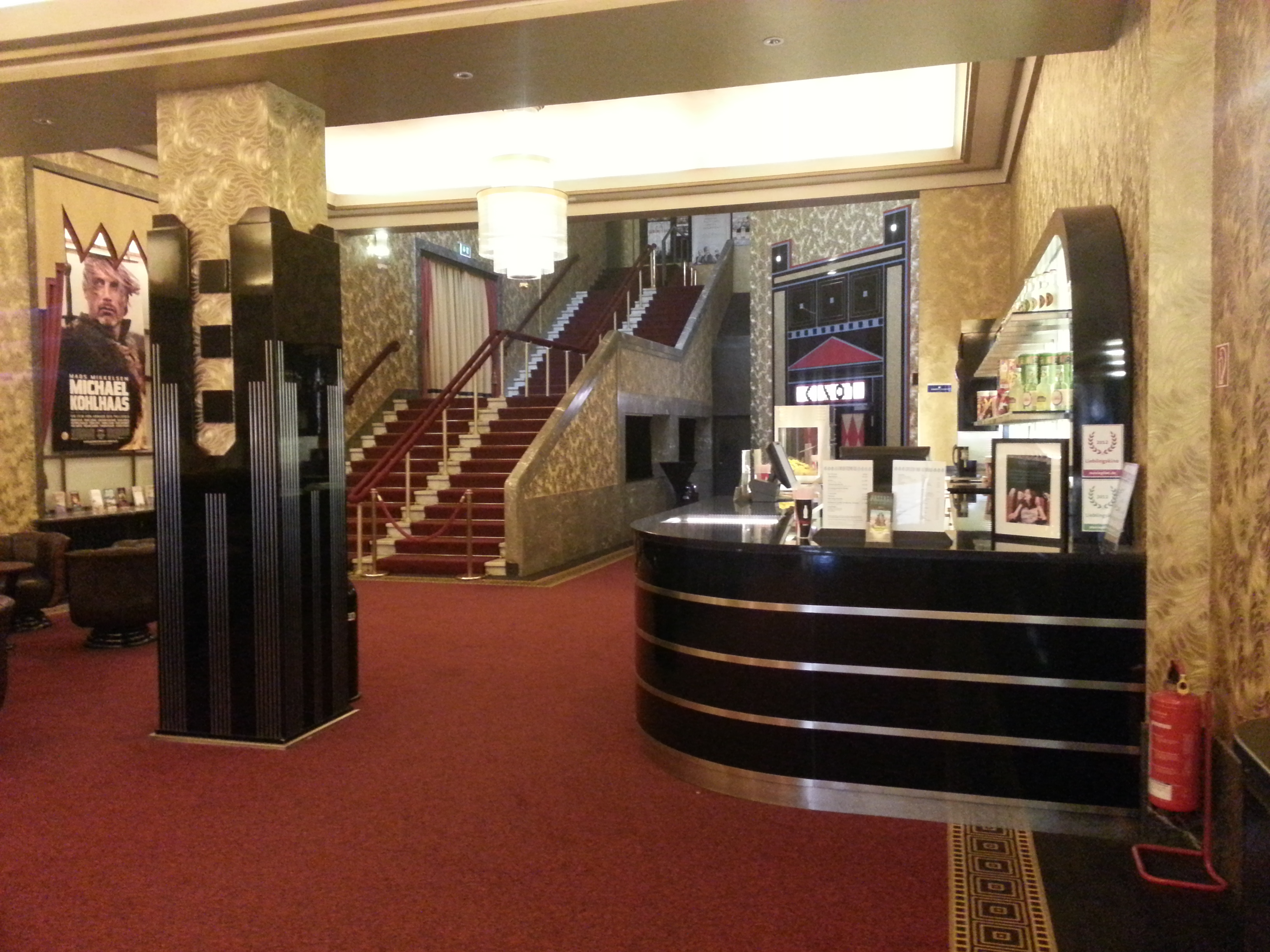
Foyer des Passage Kinos

Die Passage Lichtspiele wurden von Julius Cohn im Hof des Geschäftshauses Mönckebergstraße 17 errichtet und am 1. November 1913 eröffnet. Das Haus war überaus gediegen mit Marmor, Perserteppichen und edlen Hölzern eingerichtet. Der große Vorführsaal mit seinem umlaufenden Balkon bot etwa 1000 Plätze. Eine Besonderheit war der vollwertige Orchestergraben, in dem das hauseigene Orchester das Stummfilmprogramm begleitete. Programmtechnisch richtete sich das Kino in erster Linie an gutbetuchte Bildungsbürger. In der Eröffnungsvorstellung wurde die Filmbiographie Richard Wagners aufgeführt und als Stargast saß Enrico Caruso in der Loge. 1917 übernahm James Henschel das Kino, um es ein Jahr später an die UFA weiter zu verkaufen. Nach weiteren vier Jahren übernahmen Hans Struckmeyer und Wilhelm Behnke von der Münchner Lichtspielkunst AG (MLK, heute Bavaria Film) das Theater. Nach einer gründlichen Renovierung öffnete das Passage Lichtspielhaus am 23. Juli 1925 wieder als eines der vornehmsten Häuser im Deutschen Reich. Mit Lloyd Bacons Musicaldrama The Singing Fool wurde am 20. Dezember 1929 der erste Tonfilm in Hamburg aufgeführt.
Noch vor der Machtergreifung der Nationalsozialisten stellten die Betreiber des Passage Kinos ihr Programm ideologisch auf die neuen Machthaber ein. Neben Kinofilmen standen auch vermehrt Propagandafilme wie Volk ohne Raum auf dem Spielplan. Anfang 1934 scheiterte ein geplanter Übernahmeversuch durch die UFA, um der Politik mehr Einfluss auf das Programm zu ermöglichen, an hohen Abfindungsforderungen der Besitzer. Mit dem Verlauf des Zweiten Weltkriegs erhöhte sich die Zahl der „Durchhalte“-Filme. Die geplante Welturaufführung von Helmut Käutners und Hans Albers’ Große Freiheit Nr. 7 im Passage Kino scheiterte, da dem Film die Zulassung für Deutschland verweigert wurde. Am 20. März 1945 trafen zwei Fliegerbomben das Haus, ohne jedoch zu detonieren, so dass der Spielbetrieb weitergehen konnte.
Nach dem Krieg beschlagnahmten britische Besatzungstruppen das Passage Kino zusammen mit dem Lessing-Theater und Urania-Kino und schlossen es für die Bevölkerung. Während die übrigen Hamburger Kinos schrittweise wieder geöffnet wurden, folgten mehrjährige, zähe Verhandlungen der Kinobesitzer mit der britischen Militärregierung; schließlich wurde am 4. Juli 1951 das Kino wieder freigegeben. Vor der Übergabe des Kinos wurden von den Besatzern jedoch die Jugendstildekorationen aus dem Foyer entwendet. Nach dreiwöchiger Renovierung konnte der Spielbetrieb am 28. Juni 1951, wegen fehlender aktueller Produktionen mit dem älteren Film Irrwege zweier Herzen, wieder aufgenommen werden. 1964 wurde das Kino modernisiert. Dabei wurde der Rang des Saales im laufenden Betrieb zu einem zweiten Vorführsaal geteilt, so dass das Haus jetzt zwei Säle mit 522 und 271 Plätzen bot. Im April 1977 wurde ein ehemaliges Büro zu einem dritten „Schachtelkino“ mit gerade einmal 52 Plätzen ausgebaut. 1980 übernahm Heinz Riech das Passage Kino, der die Spielpläne weniger anspruchsvoll gestaltete. Am 31. Mai 1988 übernahm Hans-Joachim Flebbe das Passage in seine CinemaxX AG und ließ das Kino zum „schönsten Kino der Stadt“ ausbauen. Als Besonderheit verfügt das Kino zudem über eine ausfahrbare und ausklappbare Leinwand für Breitwandfilme. Es folgten zahlreiche Premieren und Welturaufführungen unter Teilnahme internationaler Prominenz. Nachdem dem Kino 2009 die Miete erhöht wurde, war ein wirtschaftlicher Betrieb nicht mehr möglich; die CinemaxX-Gruppe fokussierte ihre Investitionen zunehmend auf die Multiplex-Kinos, was zu Lasten traditioneller Einrichtungen wie dem Passage ging. Schließlich schloss Flebbe das Passage am 11. November 2009. Auch seitens der Stadt gab es keine Anstrengungen, das Kino zu erhalten, um der seit Jahren fortschreitenden abendlichen Verödung der Innenstadt außerhalb der Ladenöffnungszeiten entgegenzuwirken.
2010 übernahm der baden-württembergische Unternehmer Heinz Lochmann das Kino. Er ließ es für 1,7 Mio. Euro renovieren, luxuriös einrichten und mit modernster Vorführtechnik ausstatten. Am 25. Mai 2010 wurde es wiedereröffnet. Der reguläre Spielbetrieb startete am nächsten Abend mit der Preview zu Sex and the City 2. Nach der Schließung von Streit’s Filmtheater am Jungfernstieg im April 2013 wurden die dort populären Programmpunkte wie Sneak Previews, englische Originalfassungen und Pressevorführungen ins Passage Kino übernommen.